# Óscar Plano Pedreño
Óscar Plano Pedreño (Madrid, 11 de febrer de 1991) és un futbolista professional espanyol que juga com a migcampista ofensiu al CD Leganés.

## Carrera esportiva
Plano va ingressar al planter del Reial Madrid a 11 anys. Va debutar a Segona Divisió amb el Reial Madrid Castella la temporada 2012–13, i va marcar quatre gols en un equip que acabà vuitè. El seu primer partit com a professional va ser el 17 d'agost de 2012, quan va jugar 68 minuts en una derrota per 1–2 a fora contra el Vila-real CF B.
El 2 de setembre de 2013, Plano fou cedit a l'AD Alcorcón per la temporada 2013-14. El 29 de juliol de 2014, hi signà contracte permanent per dos anys. Plano va marcar nou gols, el màxim de la seva carrera, la temporada 2015–16 (segon màxim golejador de l'equip, darrere David Rodríguez, que en va fer 19), ajudant així a l'equip a mantenir-se en la categoria.
El 3 de juliol de 2017, com a agent lliure Plano fitxà pel Reial Valladolid per dos anys. Va fer quatre gols en 40 partits en la seva primera temporada, en què el club va retornar a La Liga després d'una absència de quatre anys. Plano va debutar a primera divisió el 17 d'agost de 2018, entrant com a suplent a la segona part en un empat 0–0 a fora contra el Girona FC.